# Jean-Nicolas Desandrouins
Jean-Nicolas Desandrouins (aussi écrit Desandroüins), né le 7 janvier 1729 à Verdun, France, mort le 11 décembre 1792, à Paris, est un officier et ingénieur militaire français.

## Biographie
Jean-Nicolas Desandrouins est le fils aîné de Benoît-Nicolas des Androüins (1704-1761), écuyer, seigneur de Dombasle, près de Verdun, conseiller du roi en sa cour au Parlement de Metz, et de Marie-Scholastique Hallot (1706-1748), son épouse.
Il fit des études classiques au collège des jésuites de Verdun, et en 1746, reçut une commission de lieutenant dans le régiment de Beauce. Son régiment prend part à la guerre de Succession d'Autriche. Sous les ordres du maréchal de Belle-Île, les Français repoussent les Austro-Sardes en Provence, occupe le comté de Nice et Villefranche. Sous le commandement du chevalier de Belle-Île, son régiment fait partie d'un corps d'armée qui doit attaquer Turin en partant de Briançon. Le corps d'armée est arrêté au col de l'Assiette. Après la bataille du col de l'Assiette, le 19 juillet 1747, on a compté 5 000 morts et blessés du côté Français comte 77 et 50 blessés pour l'armée sarde. Après la conclusion du traité d'Aix-la-Chapelle (1748), il demande en 1749 de faire partie du Corps des ingénieurs du roi. Le comte de Lévis, colonel du régiment de Beauce donna un témoignage flatteur de ses qualités.
Il est entré à l’école de génie militaire de Mézières. Il est diplômé avec distinction et admis dans le corps des ingénieurs en 1752. Il est envoyé à Dunkerque à la sortie de l'école. Sa commission d'ingénieur ordinaire lui a été expédié au nom du roi le 10 mars 1753. Il y reste 3 ans.

### Canada
En 1756, Desandrouins fut promu capitaine en second et envoyé au Canada à titre d’adjoint de Jean-Claude-Henri de Lombard de Combles. Arrivé à Québec le 18 mai 1756, il arriva à Québec et fut envoyé au Fort Frontenac un mois plus tard. Une fois là-bas, il y dressa des plans pour l’amélioration des défenses. Le 8 juillet, il alla au Fort Chouaguen avec François-Marc-Antoine Le Mercier, en vue de l’attaque du Général Louis-Joseph de Montcalm. Après la mort de Lombard le 11 août, Desandrouins, seul ingénieur régulier sur place, joua un rôle décisif dans le siège et la prise de Chouaguen (ou Oswego). Il construisit en un jour une voie d’approche pour l’artillerie de Le Mercier, à travers une région boisée et partiellement marécageuse, et le colonel François-Charles de Bourlamaque accepta ses avis sur l’emplacement des tranchées après que celles qu’avait creusées le capitaine Pierre Pouchot furent jugées vulnérables au feu de l’artillerie britannique. Après la prise d'Oswego, Jean-Nicolas Desandrouins est horrifié par la conduite des Indiens, il écrit : « Je ne vous parle pas des horreurs et des cruautés des Sauvages. L'idée que l'on en a en France est très juste à cet égard. Il est malheureux de faire la guerre avec de pareilles gens, surtout quand ils sont ivres, situation où rien n'arrête leur fureur. »
Desandrouins contribua grandement aux victoires de Montcalm en 1757 et 1758 fut tout aussi importante. En 1757, il fit une reconnaissance au Fort William Henry et, pendant le siège, il dirigea le creusage des tranchées d’approche par 300 hommes se relayant au travail jour et nuit sous le feu de l’ennemi. Après avoir passé l’hiver à Québec, Desandrouins se rendit au fort Carillon afin d’y aider Nicolas Sarrebource de Pontleroy à reconnaître les lieux, préparer les fortifications de campagne et conseiller les commandants de l’infanterie sur la manière de fortifier le champ de bataille. La vitesse avec laquelle Desandrouins travailla sous le feu ennemi pendant l’attaque du général britannique James Abercrombie, le 8 juillet 1758, lui valut la croix de Saint-Louis.
Pendant l’hiver de 1758–1759, Desandrouins prépara des rapports sur l’état de Carillon et du Canada en général. En 1759, à titre de premier ingénieur du Colonel François Charles de Bourlamaque, il construisit de nouveaux ouvrages de défense dans la région du Richelieu et du lac Champlain pour arrêter la marche prudente de l’armée de Jeffery Amherst. De la mi-août 1759 au mois de mars 1760, il eut la responsabilité de la construction et le commandement du Fort Lévis. Comme ingénieur et aide de camp de Lévis, il dirigea le creusage des tranchées pendant le siège de Québec. Lorsque le Général François Gaston de Lévis retraita en remontant le fleuve jusqu’à Montréal, Desandrouins apporta son aide lors de combats d’attente à Sorel.

### France
Après la capitulation de la colonie, Desandrouins retourna en France où il poursuivit avec distinction sa carrière dans le génie pendant encore 31 ans. De 1761 à 1780, il servit d’abord à Malte, puis à divers endroits en France. Il construisit toutes sortes d’ouvrages, dont un canal, un hôpital et un pont. Promu lieutenant-colonel en 1774 et colonel en 1779.

### Guerre d'indépendance des États-Unis
Le 6 février 1778, la France et les États-Unis représentés par Vergennes et Benjamin Franklin, signent un traité d'alliance. Il prévoit l'envoi de soutien militaire pour toute attaque par les forces britanniques et une « paix éternelle ». Il est doublé d'un traité d'Amitié et de Commerce franco-américain. La guerre entre le royaume de France et la Grande-Bretagne est déclarée un mois plus tard. Le premier combat entre la France et l'Angleterre a lieu sur mer, le 17 juin 1778, entre la Belle Poule et la frégate anglaise HMS Arethusa.
L'échec des opérations combinées entre les forces amenées par le comte d'Estaing et celles de George Washington au siège de Savannah ainsi que l'impuissance de l'escadre franco-espagnole dans la Manche sous le commandement du comte d'Orvilliers vont amener le chevalier de La Luzerne à proposer à Washington une intervention terrestre de l'armée française aux États-Unis.
Une armée sous le commandement du comte de Rochambeau est regroupé pour aller aides les Insurgents en Amérique. Le colonel Desandrouins est désigné pour commander les ingénieurs du roi qui en font partie. Cette armée est forte de 5 300 hommes et 450 officiers, faisant deux brigades. Une brigade comprend le régiment de Bourbonnais, le régiment d'Angoumois, et le régiment de Saintonge. L'autre brigade comprend le régiment de Soissonnais, le régiment Royal-Deux-Ponts et la Légion de Lauzun. L'armée comprend aussi un fort détachement du régiment d'Auxonne-artillerie. Le détachement du génie sous le commandement de Desandrouins comprend des mineurs du génie. Une flotte comprenant 7 vaisseaux de ligne, 2 frégates et 3 corvettes et 32 transports de troupe, soit un total de 7 000 marins, sous le commandement du chevalier de Ternay est regroupée pour transporter l'armée auxiliaire du comte de Rochambeau. Elle quitte le port de Brest le 2 mai 1780. Le 13 juillet, elle arrive à Newport. Les premiers travaux du génie ont consisté à assurer la défense de Newport contre une attaque britannique par terre et par mer par l'amiral Rodney.
L'armée du comte de Rochambeau a quitté Newport le 12 juin 1781, celle de George Washington a quitté ses quartiers d'hiver le 18. Elle se sont rejointes à Philsburg le 6 juillet. Washington souhaitaient attaquer New York, Rochambeau défendait l'attaque de l'armée de Lord Cornwallis à Yorktown. Rochambeau a fait remarquer à Washington que les forces réunies des Américains et des Français, 8 000 hommes, étaient insuffisantes pour attaquer New York qui avait reçu un renfort de 3 000 hommes. Rochambeau lui fait remarquer que l'escadre du comte de Grasse va se présenter devant la baie de Chesapeake. Finalement Washington accepte d'attaquer l'armée de Lord Cornwallis à Yorktown, Rochambeau lui ayant proposé de se mettre sous ses ordres. L'armée ayant campé trois semaines à proximité de New York, Desandrouins y a tracé les campements. Le 19 août les deux armées se mettent en route pour Yorktown. L'escadre de l'amiral de Grasse a fermé la baie de Chesapeake et amené de Saint-Domingue un corps de 3 300 hommes commandés par le marquis de Saint-Simon. Yorktown est investi le 29 septembre.
La maladie l’a empêché de diriger les ingénieurs du génie pendant le siège de Yorktown, en Virginie, il est remplacé par le lieutenant-colonel Guillaume Quérenet de La Combe, qui agit sous les ordres de du Portail qui commande le Corps des ingénieurs des États-Unis. Ses services lui ont valu non seulement une pension spéciale de la France mais aussi une place comme membre de la Société des Cincinnati, une organisation militaire et patriotique américaine.

### Retour en France
En février 1783, à la suite d’un désastreux naufrage au large de Curaçao, il perdit plusieurs de ses effets, et en particulier une grande partie de ses papiers personnels, Desandrouins rentra en France. Nommé directeur des fortifications de Brest en 1785, il fut promu maréchal de camp en 1788. Trois ans plus tard, toutefois, à l’instar d’autres officiers d’expérience du corps de génie, le gouvernement révolutionnaire le força de prendre sa retraite. Les revenus de Desandrouins étant fortement réduits par suite d’une nouvelle politique relative aux pensions, on pensait à le nommer membre d’un comité chargé des fortifications de Paris, mais il mourut avant de pouvoir y être nommé.

## Contributions
Les écrits, cartes et plans de Desandrouins, qui nous sont parvenus, constituent une source utile de renseignements sur la guerre de Sept Ans en Amérique du Nord. Même si ses commentaires sur le Canada reflètent le préjugé de l’armée régulière française à l’endroit des Canadiens et des Amérindiens, il n’en demeure pas moins un observateur pénétrant des événements et des conditions de son époque. À l’exemple d’autres officiers du génie, jouissant en général d’une instruction supérieure, il joua un rôle important dans l’état-major en conseillant les commandants en des matières qui ne relevaient pas directement de sa compétence.
- Journal du siège du fort Georges, apellé par les Anglois William Henry, scitué au fond du lac St. Sacrement, avec la description de ce fort et du camp retranché des ennemis, 1757 (lire en ligne)
- Plan du terrein à la rive gauche de la rivière de James vis-à-vis Jamestown en Virginie ou s'est livré le combat du 6 juillet 1781 entre l'armée américaine commandée par le Mis. de La Fayette et l'armée angloise aux ordres du Lord Cornwallis (lire en ligne)
- Armée de Rochambeau, 1782. Carte de Williamsburg, région de la Virginie, où les armées française et américaine campèrent en septembre 1781 (lire en ligne)

## Famille
Les des Androüins appartiennent à un ancien lignage noble de Verdun. Honoré Vaultrin Simonon des Androüins (†1432) a été maître échevin et citain de Metz.
- Ferdinand des Androüins (vers 1585- ) marié avec Nicole Thognard,
  - Jean Nicolas des Androüins (vers 1615-1695) marié avant 1643 avec Marie des Guyot (vers 1610-1695)
    - Jean Jérémie des Androüins (vers 1660-1719) marié en premières noces, en 1695, avec Jacqueline Nicole de Condé (1674-1696), en secondes noces, en 1699, avec Barbe Françoise Hilaire (1676-1744),
      - Benoît-Nicolas des Androüins (1704-1761), seigneur de Dombasle en partie, marié avec Marie-Scholastique Hallot (1706-1748), fille de Jean Hallot, avocat en parlement, et de Marguerite Joly,
        - Jean-Nicolas Desandroüins (1729-1792)
        - Marguerite-Ursule des Androüins (1729-1767) mariée en 1758 avec Jean-Baptiste Henry Laurent Le Bourgeois du Cherray (1726-1777)
        - Marie-Barbe-Françoise des Androüins (vers 1731- ) marié en 1758 avec  Jacques Dominique Laurent Le Bourgeois de Cherray (1725-1802)
        - Charles-Louis-Nicolas des Androüins (1732-1761), gardes du corps de Louis XV

      - "Françoise" Marie des Androüins (1699- ) mariée à Jean-François Wolter de Neurbourg, conseiller au Parlement de Metz
        - Benoît Nicolas Wolter de Neurbourg (1726-1804), lieutenant dans la compagnie des Cent-Suisses,il reçoit brevet de colonel en 1766, nommé brigadier d'infanterie le 1er mars 1780, maréchal de camp le 1er janvier 1784. Il est député de la noblesse à l'assemblée provinciale des Trois-Évêchés et du Clermontois en 1787.

      - Nicole-Prudente des Androüins (1707-vers 1793) mariée à Charles Hallot, son cousin, substitut du procureur du roi à Verdun
        - Jean-Baptiste Charles Hallot (1729-1799)